# یوری تینیانوف
یوری نیکالایویچ تینیانوف (به روسی: Ю́рий Никола́евич Тыня́нов)، نویسنده، منتقد ادبی، مترجم، محقق و فیلمنامه‌نویس اتحاد جماهیر شوروی، بود.